# (8661) Ratzinger
(8661) Ratzinger es un asteroide perteneciente al cinturón de asteroides descubierto el 14 de octubre de 1990 por Lutz D. Schmadel y Freimut Börngen desde el Observatorio Karl Schwarzschild, en Tautenburg, Alemania.

## Designación y nombre
Ratzinger fue designado al principio como 1990 TA13.
Posteriormente, en 2000, se nombró en honor del papa alemán Benedicto XVI cuyo nombre original era Joseph Ratzinger.

## Características orbitales
Ratzinger está situado a una distancia media del Sol de 3,006 ua, pudiendo alejarse hasta 3,112 ua y acercarse hasta 2,9 ua. Su inclinación orbital es 10,58 grados y la excentricidad 0,03517. Emplea 1904 días en completar una órbita alrededor del Sol. El movimiento de Ratzinger sobre el fondo estelar es de 0,1891 grados por día.

## Características físicas
Su magnitud absoluta es 12,2.